# セモンジンガサハムシ
セモンジンガサハムシ Cassida versicolor は、ハムシ科の昆虫の1種。ジンガサハムシと同様に周囲が平らに広がった虫で、背中にＸ字型の模様がある。

## 特徴
体長4.5-6mm程度の甲虫。外形の輪郭はほぼ円形で背面は陣笠状で周囲に狭い平らな部分を残して中央部が盛り上がり、腹面はほぼ平ら。全体にほぼ黄褐色で、前胸背から前翅の体を包む部分はほぼ黒褐色をしている。その上で小楯板後方、前翅の両側にまたがった形で存在するＸ字型の模様や前胸背の中程、前翅の半ばから後方にわたる斑紋は黄褐色をしている。前胸背と前翅の縁は延長して周囲に広がる盤面を作り、この部分はやや透明で全面に網目状の模様がある。また前翅の側面後方のその部分には内側の黒褐色部分から連なる同じ色の横帯がある。ただしこの帯は細いものから全くないものまで連続的な変異がある。
別名をリンゴジンガサハムシとも言う。

## 生態
バラ科の樹木に生息し、葉を食べる。食べるものとしてはサクラ、ナシ、リンゴ、ナンキンナナカマドなどがあげられる。成虫は葉の裏面に産卵し、卵塊は飴色の粘着物に覆われる。幼虫は緑色で扁平、尾端には長い突起があり、そこに脱皮殻を絡ませている。幼虫は葉の裏面から点々と表側の表皮を残す形で葉を食べ、成熟すると尾端で反面に付着した形の蛹になる。
成虫は5-9月にわたって見られ、1年に1回の発生が普通と思われる。成虫の寿命が長いので判然とはしないが南部地域では2化性の可能性はある。

## 分布
本州以南の日本各地に見られ、国外ではシベリア東部、朝鮮半島、中国、台湾、およびインドシナ半島から知られる。

## 類似種
ヒメカメノコハムシ C. piperata など似た種は幾つかあるが、背面のＸ字紋が特徴的である。また食草が確認できればたいていは区別が出来る。

## 利害
バラ科の樹木に加害するので害虫である。特にリンゴの場合には広く散発的に発生し、葉を食べる。ただしそれ以上に大きな被害を出す、というものではない。